# 미하일 코시킨 (무기 설계자)

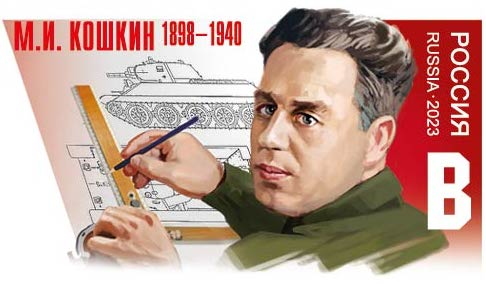
2023년에 발행된 코시킨 우표

미하일 일리치 코시킨(러시아어: Михаи́л Ильи́ч Ко́шкин, 1898년 12월 3일~1940년 9월 26일)은 소련의 전차 설계자이자 유명한 T-34 중형 전차의 수석 설계자이다. T-34는 제2차 세계 대전에서 가장 많이 생산된 전차였다. 제과업자로 인생을 시작했지만 나중에는 공학을 공부했다.
1937년 붉은 군대는 그를 하리코프의 하리코프 코민테른 기관차 공장(KhPZ)에서 BT 전차의 대체품을 설계하기 위해 KB-190 설계국의 책임자로 임명했다. 코시킨은 스페인 내전 중 테스트된 BT 전차가 장갑이 부족하고 화재가 발생하기 쉬운 것으로 판명된 후 T-34 전차를 상상했다.
코시킨은 1934년에 전차에 대한 설계를 상상하기 시작했기 때문에 전차에 "T-34"라는 이름을 붙였다고 주장했다. 소련군이 그의 프로토타입을 거부한 후 코시킨은 오랫동안 저녁에 작업할 테스트 가능한 프로토타입을 개인적으로 조립하기 시작했다. BT 전차 개선을 설계하는 데 며칠이 걸렸다.
1940년 9월 26일 T-34 겨울 시험 중 감염된 폐렴으로 사망했다.
미하일 코시킨은 사후 1942년 소련 국가상과 적성훈장을 받았다. 소련이 최종적으로 붕괴되기 직전인 1990년에 그는 사후 민간 최고 영예인 사회주의 노동영웅으로 추서되었다.